# Theo Ratliff
Theophilus "Theo" Curtis Ratliff  (Demopolis, Alabama, 17. travnja 1973.) američki je profesionalni košarkaš. Igra na poziciji centra, a može igrati i krilnog centra. Trenutačno je član NBA momčadi Charlotte Bobcatsa. Izabran je u 1. krugu (18. ukupno) NBA drafta 1995. od strane Detroit Pistonsa.

## NBA karijera
Izabran je kao 18. izbor NBA drafta 1995. od strane Detroit Pistonsa. Tijekom sezone 1997./98. Ratliff je mijenjan u Philadelphia 76erse. U sezoni 2000./01. Ratliff je izabran na All-Star utakmicu, ali nije mogao nastupiti zbog ozljede. Nakon kraja te sezone Ratliff je mijenjan u Atlanta Hawkse u zamjenu za Dikembea Mutomba. Većinu iduće sezone bio je ozlijeđen, a u sezoni 2003./04. Ratliff je ostvario 307 blokada. Na kraju iste sezone Ratliff je mijenjan u Portland Trail Blazerse zajedno sa Shareefom Abdurom-Rahimom i Danom Dickauom u zamjenu za Rasheeda Wallacea i Wesleyja Persona. 28. lipnja 2006. Ratliff je mijenjan u Boston Celticse zajedno sa Sebastianom Telfairom u zamjenu za Raefa LaFrentza, Dana Dickaua i 7. izbor prvog kruga NBA drafta 2006. godine. 31. srpnja 2007. Ratliff je mijenjan u Minnesota Timberwolvese zajedno s Geraldom Greenom, Ryanom Gomesom, Alom Jeffersonom, Sebastianom Telfairom i budućim izborima na draftu u zamjenu za Kevina Garnetta. 29. veljače 2008. Ratliff je otpušten iz Timberwolvesa te je 4. ožujka potpisao s Detroit Pistonsima. Nakon što mu je istekao ugovor s Pistonsima Ratliff se vratio u 76erse, ali je u srpnju 2009. potpisao sa San Antonio Spursima. 18. veljače 2010. Ratliff je mijenjan u Charlotte Bobcatse u zamjenu za izbor drugog kruga na NBA draftu 2016. godine.

## NBA statistika

### Regularni dio
| Godina    | Klub         | Odig. uta. | Uta. poč. | Min. | 2P%  | 3P%  | Sl. bac.% | Skok. | Asist. | Ukr. lop. | Blok. | Poena |
| --------- | ------------ | ---------- | --------- | ---- | ---- | ---- | --------- | ----- | ------ | --------- | ----- | ----- |
| 1995./96. | Detroit      | 75         | 2         | 17.4 | .557 | .000 | .708      | 4.0   | .2     | .2        | 1.5   | 4.5   |
| 1996./97. | Detroit      | 76         | 38        | 17.0 | .531 | .000 | .698      | 3.4   | .2     | .4        | 1.5   | 5.8   |
| 1997./98. | Detroit      | 24         | 12        | 24.4 | .514 | .000 | .683      | 5.0   | .6     | .5        | 2.3   | 6.5   |
| 1997./98. | Philadelphia | 58         | 55        | 32.1 | .512 | .000 | .706      | 7.3   | .7     | .7        | 3.5   | 11.2  |
| 1998./99. | Philadelphia | 50         | 50        | 32.5 | .470 | .000 | .725      | 8.1   | .6     | .9        | 3.0   | 11.2  |
| 1999./00. | Philadelphia | 57         | 56        | 31.5 | .503 | .000 | .771      | 7.6   | .6     | .6        | 3.0   | 11.9  |
| 2000./01. | Philadelphia | 50         | 50        | 36.0 | .499 | .000 | .760      | 8.3   | 1.2    | .6        | 3.7   | 12.4  |
| 2001./02. | Atlanta      | 3          | 2         | 27.3 | .500 | .000 | .545      | 5.3   | .3     | .3        | 2.7   | 8.7   |
| 2002./03. | Atlanta      | 81         | 81        | 31.1 | .464 | .000 | .720      | 7.5   | .9     | .7        | 3.2   | 8.7   |
| 2003./04. | Atlanta      | 53         | 52        | 31.1 | .458 | .000 | .653      | 7.2   | 1.0    | .6        | 3.1   | 8.3   |
| 2003./04. | Portland     | 32         | 31        | 31.8 | .540 | .000 | .629      | 7.3   | .6     | .8        | 4.4   | 7.3   |
| 2004./05. | Portland     | 63         | 45        | 27.5 | .447 | .000 | .692      | 5.3   | .5     | .4        | 2.5   | 4.8   |
| 2005./06. | Portland     | 55         | 19        | 23.7 | .571 | .000 | .651      | 5.1   | .5     | .3        | 1.6   | 4.9   |
| 2006./07. | Boston       | 2          | 2         | 22.0 | .333 | .000 | .750      | 3.5   | .0     | .5        | 1.5   | 2.5   |
| 2007./08. | Minnesota    | 10         | 6         | 21.4 | .511 | .000 | .680      | 3.9   | .7     | .3        | 1.9   | 6.3   |
| 2007./08. | Detroit      | 16         | 3         | 13.9 | .450 | .000 | .667      | 3.1   | .4     | .2        | 1.1   | 3.0   |
| 2008./09. | Philadelphia | 46         | 0         | 12.6 | .531 | .000 | .600      | 2.8   | .2     | .4        | 1.0   | 1.9   |
| Ukupno    |              | 751        | 504       | 26.1 | .498 | .000 | .709      | 5.9   | .6     | .5        | 2.5   | 7.5   |

### Doigravanje
| Godina    | Klub         | Odig. uta. | Uta. poč. | Min. | 2P%  | 3P%  | Sl. bac.% | Skok. | Asist. | Ukr. lop. | Blok. | Poena |
| --------- | ------------ | ---------- | --------- | ---- | ---- | ---- | --------- | ----- | ------ | --------- | ----- | ----- |
| 1995./96. | Detroit      | 1          | 0         | 4.0  | .000 | .000 | .000      | .0    | .0     | .0        | .0    | .0    |
| 1996./97. | Detroit      | 3          | 0         | 6.0  | .750 | .000 | .500      | 1.3   | .3     | .3        | 1.3   | 2.7   |
| 1998./99. | Philadelphia | 7          | 7         | 29.1 | .465 | .000 | .579      | 7.3   | .9     | .7        | 2.6   | 7.3   |
| 1999./00. | Philadelphia | 10         | 10        | 37.4 | .475 | .000 | .723      | 7.9   | .9     | 1.0       | 3.0   | 13.0  |
| 2007./08. | Detroit      | 12         | 0         | 10.9 | .500 | .000 | .500      | 2.3   | .1     | .1        | .9    | 1.3   |
| 2008./09. | Philadelphia | 6          | 0         | 15.7 | .818 | .000 | .500      | 3.8   | .0     | .2        | .7    | 3.3   |
| Ukupno    |              | 39         | 17        | 21.2 | .503 | .000 | .646      | 4.7   | .4     | .5        | 1.7   | 5.8   |

## Vanjske poveznice
- Profil na NBA.com
- Profil  Arhivirana inačica izvorne stranice od 26. studenoga 2015. (Wayback Machine) na Basketball-Reference.com